# 野澤大志ブランドン
野澤 大志ブランドン（のざわ たいしブランドン、2002年12月25日 - ）は、沖縄県宜野湾市出身のプロサッカー選手。ベルギー・プロリーグ・ロイヤル・アントワープFC所属。ポジションはゴールキーパー（GK）。日本代表。既婚。

## 来歴

### クラブ
FC琉球、FC東京のアカデミー出身。FC東京U-18所属時の2018年9月、トップチームに2種登録。翌2019年も2種登録され、FC東京U-23として同年6月1日のJ3第10節・ザスパクサツ群馬戦でJリーグデビューした。
J3リーグと並行し行われていたプリンスリーグ関東そしてプレーオフで優勝しFC東京U-18のプレミアリーグ昇格に貢献した。
12月29日、次シーズンよりトップチームに昇格することが発表された。
2020シーズンは試合に絡めなかったが、2021シーズンは林彰洋と波多野豪の離脱もありJ1リーグ戦でのベンチ入りの機会も増え、5月19日のJリーグカップ第6節大分トリニータ戦ではプロ昇格後トップチーム初出場を果たした。
2021年8月にいわてグルージャ盛岡に育成型期限付き移籍。岩手では加入後即座にベテラン土井康平からポジションを奪取。結果そのままシーズン終了までレギュラーとして出場した。
2023年、FC東京へ復帰。復帰直後はヤクブ・スウォビィクを前に控えに留まるも、第22節セレッソ大阪戦で先発に抜擢されると、好セーブで勝利に貢献。以降はスウォビィクからポジション奪取に成功し、10試合に出場。飛躍のシーズンとなった。
2025年6月26日、4年契約でベルギーのロイヤル・アントワープFCに完全移籍することが発表された。

### 代表
2017年から各年代別の日本代表に選出され、AFC U-16選手権2018では優勝に貢献。2019年、2019 FIFA U-17ワールドカップに出場するU-17日本代表のメンバーに入った。
2023年12月7日、1月1日に国立競技場で行われる「TOYO TIRES CUP2024」に臨む日本代表に初選出された。
2024年1月1日、AFCアジアカップ2024のメンバーに選出された。同大会は自身の負傷に加え、鈴木彩艶が正GKに君臨したため出場機会はなかった。
同年7月3日、パリオリンピックのメンバーに選出された。同大会は、小久保玲央ブライアンに次ぐ第2GKとして参加したため、出場機会は無かった。

## 私生活
2025年1月17日、一般女性との入籍を発表した。

## 所属クラブ
- 長田ドラゴンFC
- FC琉球U-15
- FC東京U-18（第一学院高等学校[15]）
  - 2018年9月 - 2019年  FC東京（2種登録選手）
- 2020年 - 2025年6月  FC東京
  - 2021年8月 - 2022年  いわてグルージャ盛岡（期限付き移籍）
- 2025年7月 -  ロイヤル・アントワープFC

## 個人成績
| 国内大会個人成績 | 国内大会個人成績 | 国内大会個人成績 | 国内大会個人成績 | 国内大会個人成績 | 国内大会個人成績 | 国内大会個人成績 | 国内大会個人成績 | 国内大会個人成績 | 国内大会個人成績 | 国内大会個人成績 | 国内大会個人成績 |
| 年度             | クラブ           | 背番号           | リーグ           | リーグ戦         | リーグ戦         | リーグ杯         | リーグ杯         | オープン杯       | オープン杯       | 期間通算         | 期間通算         |
| 年度             | クラブ           | 背番号           | リーグ           | 出場             | 得点             | 出場             | 得点             | 出場             | 得点             | 出場             | 得点             |
| 日本             | 日本             | 日本             | 日本             | リーグ戦         | リーグ戦         | リーグ杯         | リーグ杯         | 天皇杯           | 天皇杯           | 期間通算         | 期間通算         |
| ---------------- | ---------------- | ---------------- | ---------------- | ---------------- | ---------------- | ---------------- | ---------------- | ---------------- | ---------------- | ---------------- | ---------------- |
| 2019             | F東23            | 41               | J3               | 5                | 0                | -                | -                | -                | -                | 5                | 0                |
| 2020             | FC東京           | 41               | J1               | 0                | 0                | 0                | 0                | -                | -                | 0                | 0                |
| 2021             | FC東京           | 41               | J1               | 0                | 0                | 1                | 0                | 0                | 0                | 1                | 0                |
| 2021             | 岩手             | 41               | J3               | 14               | 0                | -                | -                | -                | -                | 14               | 0                |
| 2022             | 岩手             | 41               | J2               | 22               | 0                | -                | -                | 0                | 0                | 22               | 0                |
| 2023             | FC東京           | 41               | J1               | 10               | 0                | 6                | 0                | 1                | 0                | 17               | 0                |
| 2024             | FC東京           | 41               | J1               | 27               | 0                | 1                | 0                | 0                | 0                | 28               | 0                |
| 2025             | FC東京           | 41               | J1               |                  |                  |                  |                  |                  |                  |                  |                  |
| 通算             | 日本             | 日本             | J1               | 37               | 0                | 8                | 0                | 1                | 0                | 46               | 0                |
| 通算             | 日本             | 日本             | J2               | 22               | 0                | -                | -                | 0                | 0                | 22               | 0                |
| 通算             | 日本             | 日本             | J3               | 19               | 0                | -                | -                | -                | -                | 19               | 0                |
| 総通算           | 総通算           | 総通算           | 総通算           | 78               | 0                | 8                | 0                | 1                | 0                | 87               | 0                |

- 2018年、2019年は2種登録選手

| 国際大会個人成績 | 国際大会個人成績 | 国際大会個人成績 | 国際大会個人成績 | 国際大会個人成績 |
| 年度             | クラブ           | 背番号           | 出場             | 得点             |
| AFC              | AFC              | AFC              | ACL              | ACL              |
| ---------------- | ---------------- | ---------------- | ---------------- | ---------------- |
| 2020             | FC東京           | 41               | 0                | 0                |
| 通算             | AFC              | AFC              | 0                | 0                |

出場歴
- Jリーグ初出場 - 2019年6月1日 J3第10節 vsザスパクサツ群馬（正田醤油スタジアム群馬）

## 代表歴
- U-15日本代表
  - バル・ド・マルヌU-16国際親善トーナメント（2017年）
- U-16日本代表
  - AFC U-16選手権（2018年）
- U-17日本代表
  - スポーツ・フォー・トゥモロー(SFT)プログラム 南米・日本U-17サッカー交流（2019年）
  - 国際ユースサッカーin新潟（2019年）
  - FIFA U-17ワールドカップ（2019年）
- U-18日本代表
  - SportChain Cup UAE（2019年）
- U-19日本代表
  - 千葉トレーニングキャンプ（2020年）
- U-20日本代表
  - 千葉トレーニングキャンプ（2021年）
- U-21日本代表
  - 千葉トレーニングキャンプ（2022年）
- U-22日本代表
  - AFC U23アジアカップ予選（2023年）
- U-23日本代表
  - AFC U23アジアカップ（2024年）
  - パリオリンピック2024（2024年）
- 日本代表
  - TOYO TIRES CUP 2024
  - AFCアジアカップ2023 (2024年)

## タイトル

### クラブ
FC東京U-18
- 高円宮杯 JFA U-18サッカープリンスリーグ関東（2019年）

### 代表
U-16日本代表
- AFC U-16選手権：1回（2018年）

U-23日本代表
- AFC U23アジアカップ：1回（2024年）